# Марченков, Марк Николаевич
Марк Николаевич Марченков (1914—1938) — советский военнослужащий, воздушный стрелок-радист эскадрильи скоростных бомбардировщиков, старшина. Герой Советского Союза (1939, посмертно).

## Биография
Родился в 1914 в деревне Лазарево (ныне — Починковского района Смоленской области) в семье крестьянина. Окончил 5 классов и школу ФЗУ в Смоленске, после чего работал слесарем в городском трамвайном парке, затем — на авиазаводе.
В 1936 призван в РККА и направлен в школу младших авиационных специалистов, по окончании которой служил стрелком-радистом на бомбардировщике «СБ» в 41-м скоростном авиаполку в Калинине. В составе 3-й эскадрильи полка был откомандирован в группу добровольцев, сформированной в Забайкальском военном округе, прибыл в Китай для оказания помощи в войне с Японией. Был воздушным стрелком-радистом скоростного бомбардировщика, в июле 1938 года совершил 12 боевых вылетов.
3 июля 1938 три бомбардировщика СБ под командованием капитана Слюсарева произвели бомбометание и разведку боем аэродрома у города Аньцин, где находилась японская база по сборке бомбардировщиков, и на отходе от цели были атакованы двадцатью семью японскими истребителями. В воздушном бою, длившемся почти час, Марченков был дважды тяжело ранен в ноги, но при этом продолжал вести огонь и сбил истребитель противника. Всего в этом бою советскими стрелками-радистами было подбито пять вражеских истребителей, а все советские бомбардировщики вернулись на свой аэродром. 10 июля 1938 Марченков умер в госпитале от ран.
22 февраля 1939 года за образцовое выполнение специальных заданий Правительства по укреплению оборонной мощи Советского Союза и за проявленное геройство младший командир Марченков Марк Николаевич был удостоен звания Героя Советского Союза (посмертно).

## Награды и звания
- Герой Советского Союза (22.02.1939).